# Stîrceni, Florești
Stîrceni este un sat din cadrul comunei Vărvăreuca din raionul Florești Republica Moldova.

## Istorie
Satul Stîrceni este menționat documentar pentru prima dată în anul 1588:
„Din mila lui dumnezeu, noi Io Petru voievod, domn al Țării Moldovei. Facem cunoscut cu această carte a noastră, tuturor celor ce o vor vedea sau o vor auzi cetindu-se, că acest adevărat al nostru credincios și cinstit boier, jupan Andrei hatman ne-a slujit drept și credincios. De aceia noi, văzând slujba lui dreapta și credincioasă către noi, i-am miluit pe dânsul, cu deosebita noastră mila și i-am dat și i-am miluit pe dânsul dela noi, în țara noastră, în Moldova, cu un sat anume Zăvădinele, care este în ținutul Sorocii, pe râul Răut și pe amândouă părțile Răutului și cu loc de mori la râul Răutului, care acest sat a fost sat drept domnesc.

...

Iar apoi, s'au sculat niște sate, anume Budăeștii și Heciul și alte sate, ce sunt în prejurul Zăvădenilor și ni s'au plâns și și-au cerut hotarnic pe credinciosul nostru Danciul fost pârcălab, ca să le hotărnicească lor dinspre satul Zăvădini. ...

...

Dar noi am cercetat cu amănuntul, pentru rândul acestui sat Zăvădini și pentru hotarul lui pe unde a ținut. ... Și s'a dat pentru satul Heceștii, Visternicii și pentru satul Joldeștilor asemenea în Vistiarniți și pentru Prajilele, satul Goeneștii pe Răut și pentru Coluneștii, satul Bursuceanii și pentru Drojdieștii, li s'a dat lor între Trifan și între Miron, care este pe Căenar și pentru Nemțeani, s'a dat în fața Lozilor și mai sus de Coșciug, iar pentru Mărculești, alți Mărculești pe Camenca pentru Pridenii, li s'a dat lor în jos de Stârceani, pe Răut și pentru Begeani, alți Begeani care sunt pe Căenar ...

...

Iar pentru mai mare putere și întărire a toate acestor mai sus scrise, am poruncit credinciosului și cinstitului nostru boier, jupan Lupul Stroici mare logofăt, să scrie si să atârne pecetea noastră la aceasta adevărata carte de seamă a noastră.

A scris Roșca uricar în Iași, în anul 7096 <1588> August 20.”

## Demografie
Conform recensământului populației din 2004, satul Stîrceni avea 36 de locuitori, toți moldoveni/români.